# Kamal Khera
Pour les articles homonymes, voir Khera.
Kamalpreet Khera, née le 4 février 1989 à Delhi, est une femme politique canadienne.
Elle est députée de la circonscription de Brampton-Ouest en Ontario à la Chambre des communes du Canada de 2015 à 2025 sous la bannière du Parti libéral du Canada.

## Biographie
Kamalpreet Khera est élue députée fédérale une première fois en 2015,.
Le 25 mars 2020, elle est déclarée porteuse de la Covid-19.
En décembre 2020, elle effectue un voyage à Seattle aux États-Unis, ce que des médias canadiens critiquent, puisqu'elle préfère ne pas respecter les recommandations sanitaires des gouvernements du Canada et de l'Ontario. Dans la foulée, Khera annonce sa démission à titre de « secrétaire parlementaire de la ministre du Développement international »,.
Lors des élections de 2025, elle est défaite par 918 voix par le candidat conservateur Amarjeet Gill.